# Crystal Ball (Styx)
| Recensione                        | Giudizio    |
| --------------------------------- | ----------- |
| AllMusic                          | [ 3 ]       |
| The New Rolling Stone Album Guide | [ 4 ]       |
| Sputnikmusic                      | 3.6 (Great) |
| Dizionario del Pop-Rock           | [ 6 ]       |

Crystal Ball è il sesto album del gruppo musicale Styx, pubblicato nell'ottobre del 1976 per l'etichetta discografica A&M Records. È il primo disco con Tommy Shaw in formazione (in sostituzione del dimissionario John Curulewski).
L'album raggiunse la sessantaseiesima posizione (27 novembre 1976) della Chart statunitense di Billboard 200, il brano Mademoiselle fu l'unico di tre singoli presenti nell'album (gli altri erano Crystal Ball e Jennifer) a piazzarsi (al trentaseiesimo posto il 25 dicembre 1976) nella classifica Billboard Hot 100.

## Tracce
Lato A
1. Put Me On – 4:58 (Dennis DeYoung, James Young, Tommy Shaw)
2. Mademoiselle – 3:55 (Dennis DeYoung, Tommy Shaw)
3. Jennifer – 4:07 (Dennis DeYoung)
4. Crystal Ball – 4:26 (Tommy Shaw)

Lato B
1. Shooz – 4:38 (James Young, Tommy Shaw)
2. This Old Man – 5:00 (Dennis DeYoung)
3. Clair de lune/Ballerina – 6:58 (Claude Debussy, arrangiamento di Dennis DeYoung/Dennis DeYoung, Tommy Shaw)

- Brano: Clair de lune, sull'album originale è accreditato come P. D., in realtà è il terzo movimento della Suite bergamasque di Claude Debussy

## Formazione
- Dennis DeYoung - tastiere, voce, sintetizzatori
- Chuck Panozzo - basso, voce
- John Panozzo - batteria, percussioni, voce
- Tommy Shaw - chitarra acustica, chitarra elettrica, voce
- James Young - chitarre, voce

Note aggiuntive
- Styx - produttori
- Barry Mraz - assistente alla produzione
- Registrazioni e remixaggi effettuati al Paragon Recording Studios di Chicago, Illinois (Stati Uniti)
- Barry Mraz - ingegnere delle registrazioni
- Rob Kingsland - assistente delle registrazioni
- Remixato da Barry Mraz e Styx
- Masterizzato da Lee Hulko al Sterling Sound
- Jim Head - consulente programmatore ai sintetizzatori
- Derek Sutton - management e direzione
- Jim Vose - tour manager
- Roland Young - art direction
- John Welzenbach - fotografia[11]